# Nationale Dodenherdenking

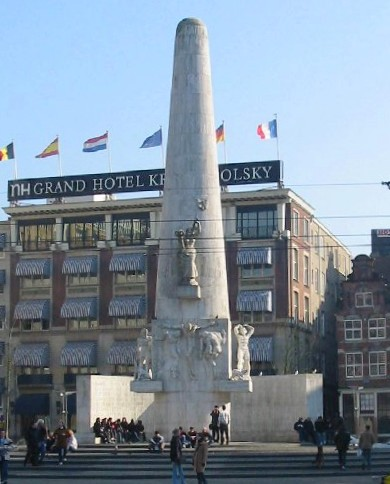
Das Nationalmonument auf dem Dam in Amsterdam, wo die jährliche Hauptfeier des Trauertages stattfindet

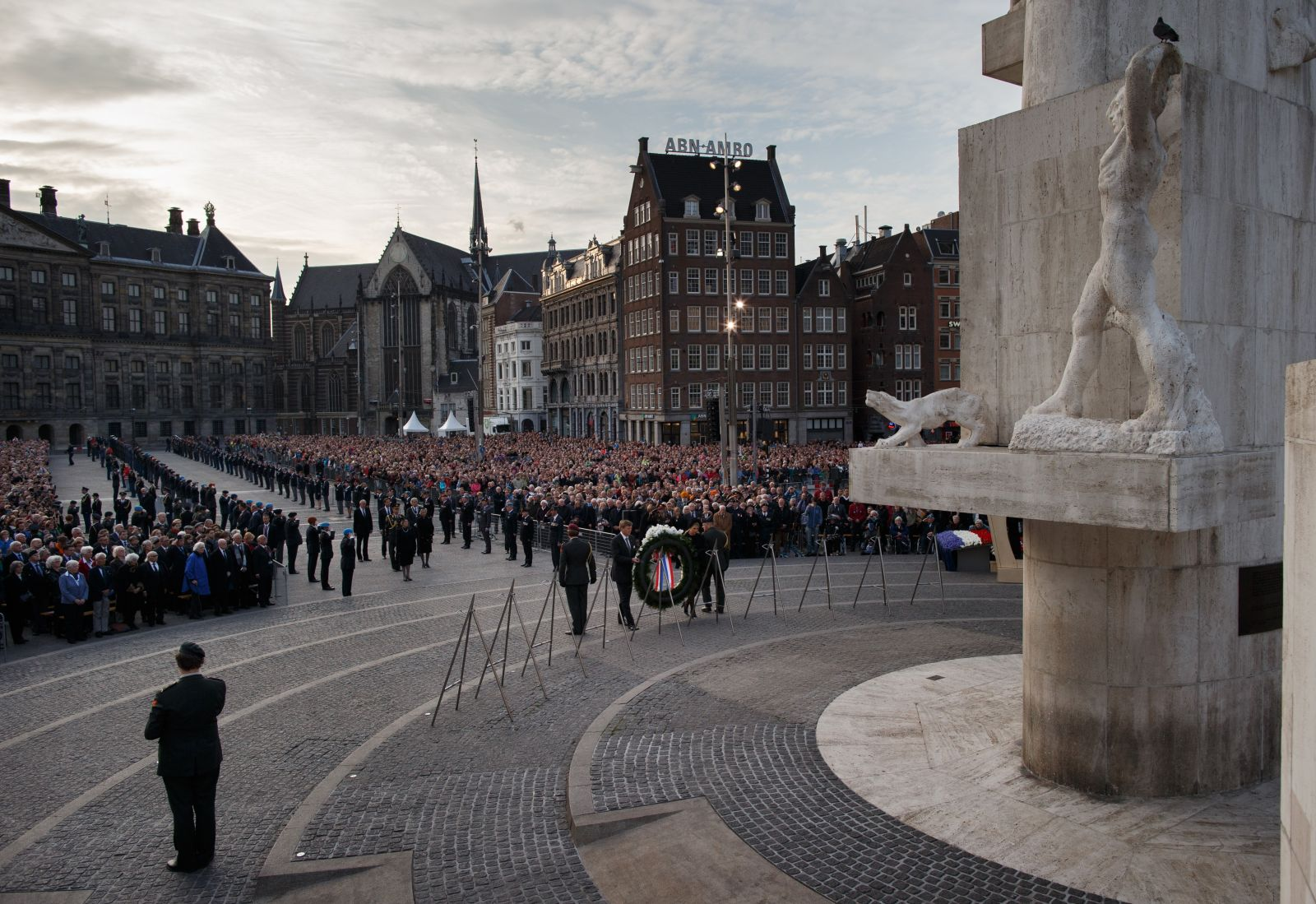
König Willem-Alexander und Königin Máxima bei der Kranzniederlegung

Nationale Dodenherdenking (deutsch „Nationales Totengedenken“) ist ein Gedenktag in den Niederlanden, der jährlich am 4. Mai begangen wird und unter anderem zwei Schweigeminuten um 20 Uhr beinhaltet. Neben der nationalen Gedenkfeier beim Nationalmonument auf dem Dam in Amsterdam werden auch von lokalen Komitees Gedenkfeiern organisiert. Ursprünglich war dieser Tag ein Gedenktag für die niederländischen Opfer im Zweiten Weltkrieg; heutzutage wird jedoch aller Kriegsopfer des Zweiten Weltkriegs aus dem damaligen Königreich der Niederlande, aller Opfer des Kolonialkriegs in Indonesien sowie aller Opfer, die seit dem Beginn des Zweiten Weltkrieges bei Kriegs- und Friedensoperationen, an denen die Niederlande beteiligt waren, ums Leben gekommen sind, gedacht. Einen Tag später steht am Bevrijdingsdag die Befreiung von der deutschen Besatzung (1940–1945) im Mittelpunkt. Dieser Festtag soll das Bewusstsein für die Freiheit allgemein schärfen.

## Anliegen
Die offizielle Formulierung des Anliegens der nationalen Gedenkfeier am 4. Mai lautet in der derzeitigen Fassung (aus dem Jahre 2022):

„Während der nationalen Gedenkfeier gedenken wir aller – Zivilisten und Soldaten –, die im Königreich der Niederlande oder sonst wo in der Welt gestorben sind oder getötet worden sind – sowohl während des Zweiten Weltkrieges und des Kolonialkrieges in Indonesien als auch im Krieg und bei Friedensmissionen danach.“

## Geschichte
Am 4. Mai 1945 unterzeichnete Generaladmiral Hans-Georg von Friedeburg im Auftrag des letzten Reichspräsidenten Karl Dönitz auf dem Timeloberg bei Wendisch Evern die Teilkapitulation der Wehrmacht für Nordwestdeutschland, Dänemark und die Niederlande. Für die deutschen Truppen in den Niederlanden unterzeichnete Generaloberst Johannes Blaskowitz die entsprechenden Ausführungsbestimmungen (englisch Orders on Surrender) tags darauf, am 5. Mai 1945, in der Landbouwhogeschool in Wageningen.
Der erste Dodenherdenking wurde am 9. Mai 1945 gehalten, am Ende des Zweiten Weltkrieges. Damals fand eine Schweigeminute statt, um der Toten zu gedenken. Bis 1961 wurde der niederländischen Opfer des Zweiten Weltkrieges gedacht. Seither werden alle Bürger und Soldaten des Königreichs miteinbezogen, die seit dem Zweiten Weltkrieg in militärischen Konflikten umgekommen sind. Später kamen auch die Opfer von Friedensmissionen hinzu. 2022 wurde durch den Verweis auf „den Kolonialkrieg in Indonesien“ außerdem alle niederländischen und indonesischen Opfer miteinbezogen, die in der Zeit von 1945 bis 1949 durch Kriegshandlungen gefallen sind.

## Nationale Gedenkfeier auf dem Dam in Amsterdam

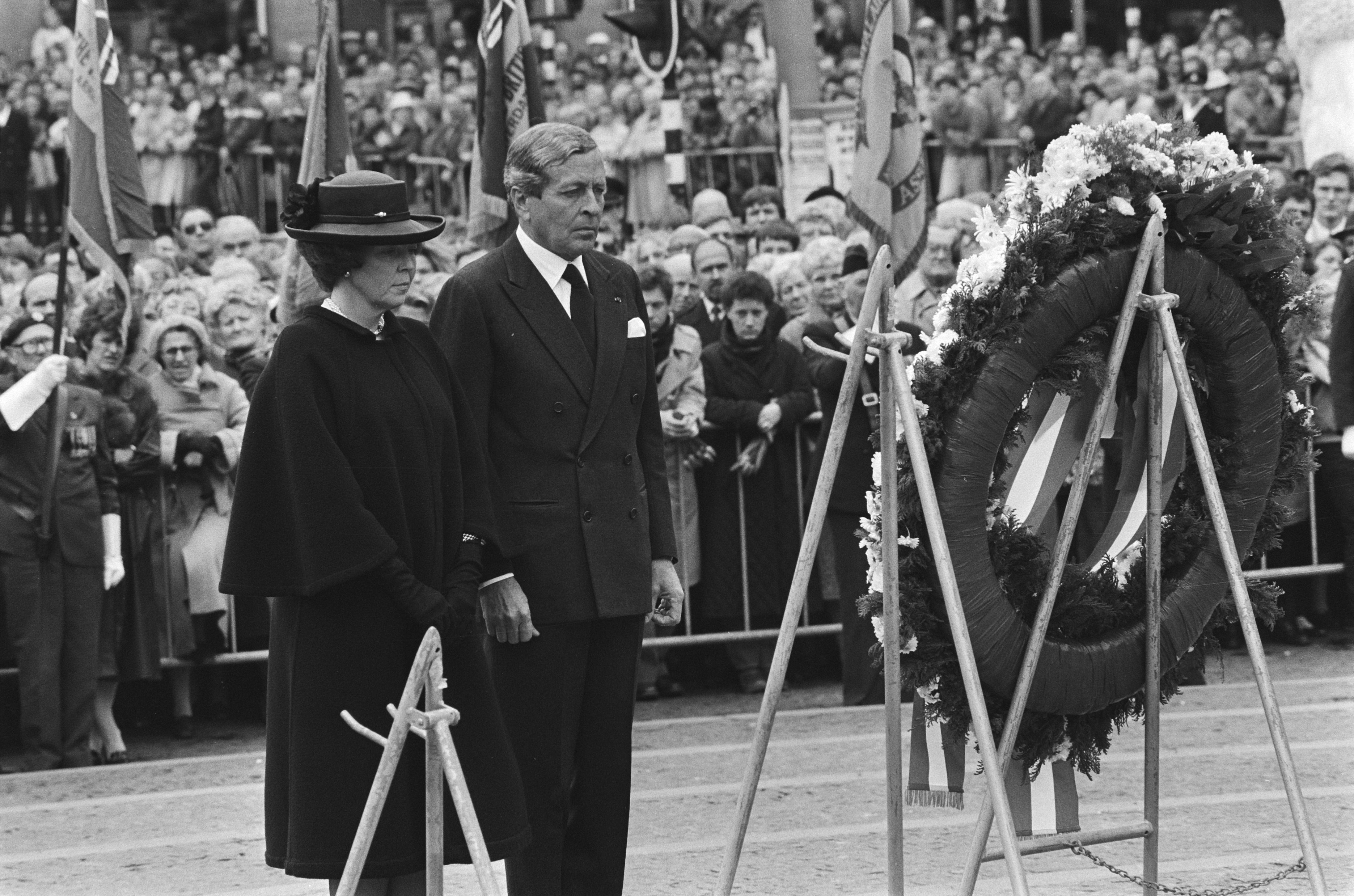
Königin Beatrix und Prinz Claus nach ihrer Kranzniederlegung 1986

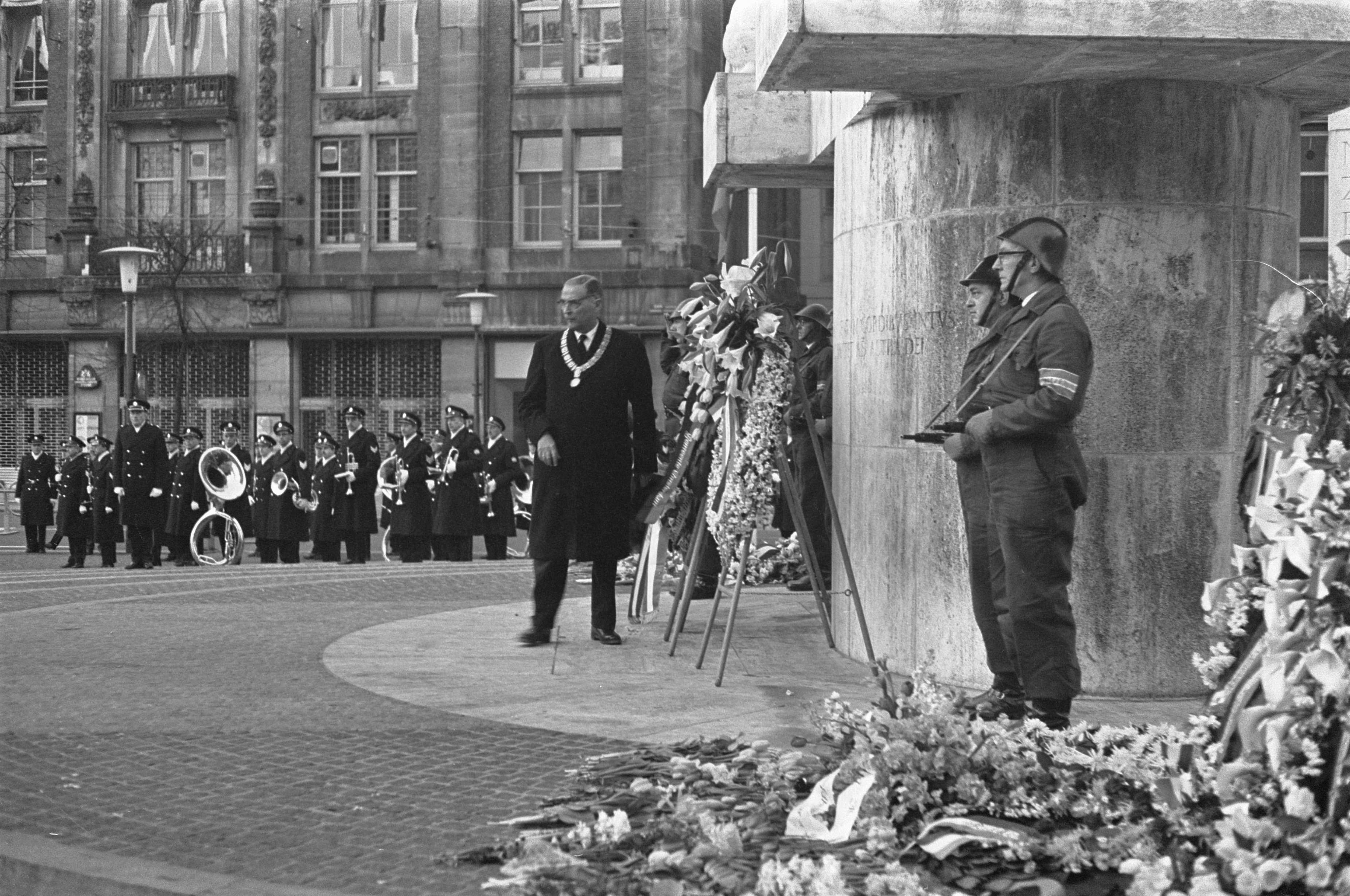
Der Amsterdamer Bürgermeister Gijs van Hall bei der Kranzniederlegung 1967

Das Amsterdamer Nationalmonument auf dem Dam, gegenüber dem königlichen Palast, steht alljährlich im Mittelpunkt der zentralen Gedenkfeier am 4. Mai.
Die Gedenkfeier beginnt um 18.50 Uhr mit einem halbstündigen Festakt in der Nieuwe Kerk in Amsterdam. Dabei wird auch die Ansprache zum 4. Mai gehalten, die jedes Jahr von einem anderen Schriftsteller verfasst und vorgetragen wird. Anschließend kehren der König und die Königin in den Paleis op de Dam zurück, bis sie sich um 19.50 Uhr auf den Dam begeben. In Begleitung politischer und militärischer Würdenträger schreiten sie durch ein Spalier von Veteranen und Soldaten und begeben sich zum Nationaldenkmal, vor dem sie stehend innehalten.
Nachdem der Zeremonienmeister den Gedenktext gesprochen hat, legt das Königspaar im Namen aller Bürger der Niederlande am Nationalmonument einen Kranz nieder. Danach ertönt der Zapfenstreich, dessen letzter Ton genau um 20 Uhr verklingt. Nachdem die Glocke des Königlichen Palasts 20 Uhr geschlagen hat, folgen zwei Schweigeminuten für das ganze Land zum Gedenken an die Gefallenen. Seit 1994 wird um 20.02 Uhr die erste Strophe der Nationalhymne, Het Wilhelmus, gespielt, dabei werden die Flaggen auf halbmast gesetzt (bis 21.10 Uhr). Es folgt ein selbstverfasstes Gedicht eines Jugendlichen. Danach legen Überlebende fünf Kränze für Gruppen von Kriegsopfern nieder:
1. für die Widerstandskämpfer
2. für die ermordeten Juden, Roma und Sinti
3. für die übrigen Weltkriegsopfer in Europa
4. für die Opfer des Zweiten Weltkrieges in Niederländisch-Indien und im Pazifikkrieg insgesamt
5. für die gefallenen niederländischen Soldaten – im Zweiten Weltkrieg sowie in späteren Kriegen und bei Einsätzen der UN-Friedenstruppen

Es folgen Vertreter öffentlicher Organe mit weiteren Kränzen, darunter der Ministerpräsident und der Bürgermeister von Amsterdam. Nach einer kurzen Ansprache legen Amsterdamer Schulkinder jeweils eine Blume auf den Denkmalsockel. Die Zahl der Kinder entspricht immer der Zahl der Jahre, die die niederländische Bevölkerung seit dem Krieg in Freiheit lebt. Die Gedenkfeier schließt mit einem Defilee entlang des Denkmals.
An der nationalen Gedenkfeier nehmen keine ausländischen Gäste teil. Sie wird von allen Sendern des Nederlandse Publieke Omroep live übertragen.

### Zwischenfall 2010
Ein Zwischenfall ereignete sich bei der Gedenkfeier am 4. Mai 2010 in Amsterdam. Ein psychisch instabiler Mann löste eine Massenpanik mit 63 Verletzten aus, als er durch lautes Schreien das Schweigen störte (später wurde er in den Medien de Damschreeuwer, „der Schreier auf dem Dam“ genannt). Als Unruhe aufkam, die Menge in Bewegung geriet und daraufhin Absperrgitter wie Dominosteine umfielen, hörte es sich an, als werde geschossen. Ein anderer Mann ließ versehentlich einen Koffer fallen, woraufhin Umstehende riefen, im Koffer sei eine Bombe. Die königliche Familie wurde kurzzeitig in Sicherheit gebracht, bis der Sachverhalt geklärt war.

## Das Gedenken an der Waalsdorpervlakte

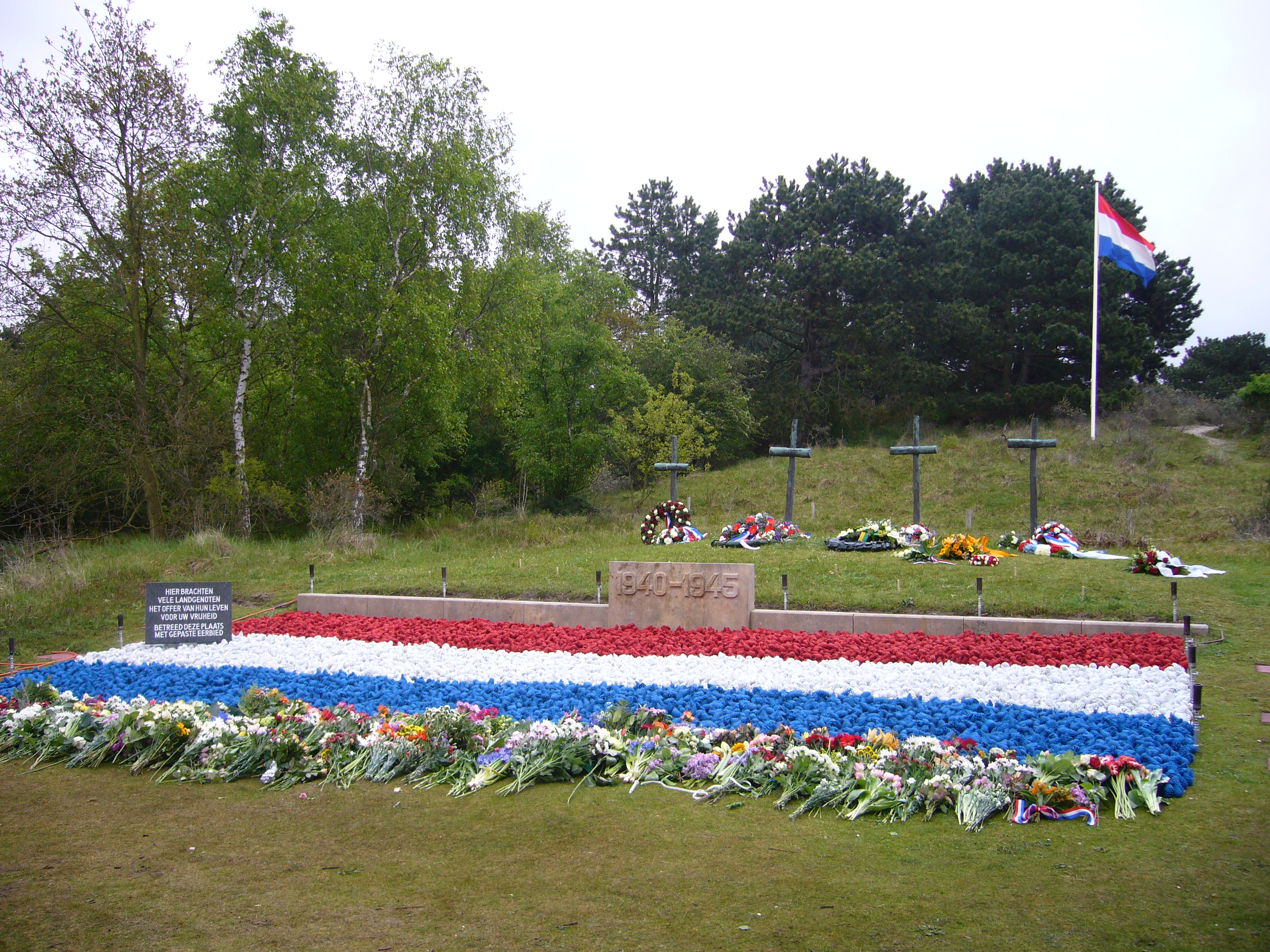
Gedenken an der Waalsdorpervlakte 2009

Die Waalsdorpervlakte (Waalsdorper Senke) ist eine Senke in der Nähe Den Haags. Während der deutschen Besatzung wurden dort über 250 niederländische Widerstandskämpfer – die genaue Zahl ist unbekannt – hingerichtet.
Jahr für Jahr finden sich etwa 3000 Menschen zu einem Schweigemarsch ein. An der Spitze gehen die Angehörigen der Hingerichteten, alle anderen schließen sich an. Gegen 19.40 Uhr erreicht der Schweigemarsch das Denkmal der Waalsdorpervlakte. In den ersten Jahren nach der Befreiung vollzog sich das Gedenken in aller Stille. Im Jahre 1959 konnte durch Spenden eine Bourdonglocke angeschafft werden, eine tiefgestimmte Glocke, die von 19.45 bis 19.59 Uhr läutet. Danach klingt das Signal „taptoe“; ab 20.00 Uhr herrscht für zwei Minuten vollkommene Stille, bis um 20.02 Uhr Het Wilhelmus gespielt wird. Anschließend defilieren die Menschen am Denkmal vorbei und können Blumen oder einen Kranz niederlegen. Weil jeder als Privatperson zugegen ist, werden keine Reden gehalten. Die Zeremonie endet, wenn der letzte Besucher seine Blumen oder den Kranz niedergelegt hat, meist gegen 22.00 Uhr. Auch der Schweigemarsch in der Waalsdorpervlakte wird von einem Fernsehsender live übertragen.

## Debatte um das Gedenken deutscher Soldaten
In den Niederlanden wird seit langem darüber diskutiert, ob auch der deutschen Opfer und der niederländischen Kollaborateure gedacht werden sollte. Das für die zentrale Gedenkfeier in Amsterdam am 4. und 5. Mai verantwortliche Nationaal Comité 4 en 5 mei („Nationalkomitee 4. und 5. Mai“) erklärte, dass Gedenken und Versöhnung zweierlei Dinge seien. Am 4. Mai werde der niederländischen Opfer gedacht, der 5. Mai sei der Tag für die Versöhnung mit Deutschland. Deshalb wolle das Komitee am 4. Mai, dem nationalen Totengedenktag, nicht der deutschen Opfer gedenken. Allerdings könne und wolle man mit dieser Entscheidung den vielen kleinen Vereinigungen, die die örtliche Dodenherdenkingen gestalten, nicht vorgreifen.
Im gelderländischen Vorden (Gemeinde Bronckhorst) nahmen Bürgermeister Henk Aalderink und das örtliche Komitee auch gefallene deutsche Soldaten in das Gedenken auf. Diesen Schritt kritisierte das Simon Wiesenthal Center, das darin eine Verwischung der Grenze zwischen Opfern und Besatzern sah. Der Rechtsanwalt Herman Loonstein, Gründer einer kleinen Gruppe namens Federatief Joods Nederland, versuchte im Jahre 2012 vergeblich, mit einer einstweiligen Verfügung die Gedenkfeier in Vorden gerichtlich verbieten zu lassen.
Jedes Jahr schreibt das Nationaal Comité 4 en 5 mei einen Gedichtwettbewerb für Schüler aus. 2012 gewann das Gedicht des 15-jährigen Auke Siebe Dirk de Leeuw über seinen Großonkel, der sich während des Zweiten Weltkrieges der Waffen-SS angeschlossen hatte. Das Gedicht sollte am 4. Mai 2012 bei der Gedenkfeier in Amsterdam vorgetragen werden. Dies löste heftige Kontroversen aus. Die einen sagten, der Gedenktag gelte allein den Opfern, nicht den (Mit-)Tätern. Die anderen hielten dagegen, dass das Gedicht die Schwierigkeit, sich – zumal in Kriegszeiten – auf eine Seite schlagen zu müssen, gut zur Sprache bringe. Auch das gehöre zum Gedenken. Das Komitee beschloss schließlich, das Gedicht aus dem Programm zu nehmen.